# Neutroni
El neutroni (de vegades escurçat a neutri, també conegut com a neutrit) és una substància hipotètica composta exclusivament de neutrons. La paraula va ser encunyada pel científic Andreas von Antropoff l'any 1926 (abans del descobriment del neutró el 1932) per a l'hipotètic «element de nombre atòmic zero» (sense cap protó al nucli) que va col·locar al capdavant de la taula periòdica (denotat per - o Nu). No obstant això, el significat del terme ha canviat amb el pas del temps i, des de l'última meitat del segle xx, també s'ha utilitzat per referir-se a substàncies extremadament denses que s'assemblen a la matèria degenerada per neutrons que es teoritza que existeix al nucli de les estrelles de neutrons; d'ara endavant «neutroni degenerat» s'hi referirà.
El neutroni s'utilitza a la literatura de física popular per referir-se al material present als nuclis de les estrelles de neutrons (estrelles massa massives per ser suportades per la pressió de degeneració electrònica i que es col·lapsen en una fase més densa de la matèria). Aquest terme s'utilitza molt poc a la literatura científica, per tres motius: hi ha múltiples definicions del terme "neutroni"; hi ha una incertesa considerable sobre la composició del material dels nuclis de les estrelles de neutrons (podria ser matèria degenerada per neutrons, matèria estranya, matèria de quarks o una variant o combinació de les anteriors); les propietats del material d'estrelles de neutrons haurien de dependre de la profunditat a causa de la pressió canviant, i no s'espera que hi hagi cap límit clar entre l'escorça (constituïda principalment per nuclis atòmics) i la capa interior gairebé sense protons.
Quan se suposa que el material del nucli d'estrelles de neutrons consisteix principalment en neutrons lliures, normalment es coneix com a matèria degenerada per neutrons a la literatura científica.